# Stockum (Ruppichteroth)
Stockum ist ein Ortsteil der Gemeinde Ruppichteroth.

## Geographie
Der Weiler liegt in einer Höhe von 240 m ü. NHN auf der Nutscheid. Entfernte Nachbarorte sind Litterscheid im Nordosten und Hönscheid im Süden.

## Geschichte
1712 lebten in Stockheim 21 Personen in 4 Familien: Adolph Müller, Bertram Wirts senior und junior sowie Witwe Margarethe Severings.
1809 hatte der Ort 35 katholische Einwohner. 1910 waren für Stockum die Haushalte Ackerer Peter Wilhelm Balensiefer, Ackerer Johann Engels, Ackerer und Wirt Anton Hüllmann, Ackerer Gerhard Jung, Fabrikarbeiter Karl Lomberg und Ackerer Johann Rolland verzeichnet. Das Dorf war also landwirtschaftlich geprägt.
Bis zum 1. August 1969 war Stockum ein Ortsteil der Gemeinde Winterscheid. Im Zuge der Eingemeindung Winterscheids nach Ruppichteroth wurde Stockum ein Ortsteil der Gemeinde Ruppichteroth.